# آندي بايرون (مؤسس التكنولوجيا)
أندرو مايكل بايرون (بالإنجليزية: Andy Byron) (ولد في 14 سبتمبر 1974) هو رجل أعمال أمريكي ومبرمج كمبيوتر شغل منصب الرئيس التنفيذي لشركة تحليلات البيانات Astronomer حتى استقالته في يوليو 2025.
أصبح معروفًا عالميًا بعد أن أصبح مقطع فيديو له ولمرؤوسته، كريستين كابوت، يحتضنان بعضهما البعض في حفل موسيقي لكولدبلاي على "كاميرا القبلة" ميمًا فيروسيًا على الإنترنت.
بايرون هو أيضًا الرئيس التنفيذي للعمليات السابق ورئيس شركة الاتصالات السحابية Fuze
(المعروفة سابقًا باسم ThinkingPhones)، ورئيس الإيرادات السابق لشركة الأمن السيبراني Cybereason.
كما شغل بايرون أيضًا دورًا تنفيذيًا في شركة الأمن السحابي Lacework.

## الحياة المبكرة والتعليم
وُلِد بايرون في 14 سبتمبر 1974 في هانوفر، ماساتشوستس، لكنه انتقل لاحقًا إلى بلدة دوكسبوري.
بعد تخرجه عام 1993 من مدرسة ترينيتي-باولينج في بلدة باولينغ، نيويورك، التحق بايرون بكلية بروفيدنس في العام التالي، وهي مؤسسة كاثوليكية للفنون الليبرالية تقع في بروفيدنس، رود آيلاند.
درس هناك حتى عام 1997، عندما حصل على درجة البكالوريوس في العلوم السياسية.
كان بايرون مهتمًا بالبيسبول في شبابه. خلال دراسته في الجامعة، لعب مع فريق البيسبول التابع للكلية في أواخر التسعينيات. بعد تخرجه عام ١٩٩٧، بدأ اللعب مع فريق كلاركسفيل كويوتس، وهو فريق محترف من دوري الدرجة الثانية بولاية تينيسي.

## حياة مهنية
في سبتمبر 2015، أصبح بايرون مديرًا للعمليات ثم رئيسًا للشركة في شركة Fuze (المعروفة سابقًا باسم ThinkingPhones)، وهي شركة اتصالات سحابية استحوذت عليها شركة 8x8 لاحقًا.
ومن عام 2017 إلى عام 2019، كان مديرًا للإيرادات في شركة Cybereason، وهي شركة للأمن السيبراني.
ثم شغل منصبًا تنفيذيًا في شركة Lacework، وهي شركة أمن سحابي، حيث ركز على توسيع نطاق المبيعات والعمليات.
تأسست شركة Astronomer في عام 2015 وأصبح بايرون الرئيس التنفيذي لها في يوليو 2023، وأشرف على جولة تمويل من الفئة D بقيمة 93 مليون دولار في عام 2025، مما ساهم في وصول الشركة إلى تقييم مُعلن بلغ 1.3 مليار دولار.
خلال فترة ولايته، توسعت Astronomer أيضًا دوليًا، بما في ذلك افتتاح مكتب جديد في لندن.

### جدل حفل كولدبلاي
في يوليو 2025، انتشر فيديو لبايرون على نطاق واسع بعد ظهوره في لقطة "قبلة" على شاشة الملعب العملاقة وهو يعانق كريستين كابوت، رئيسة قسم الموارد البشرية في شركة أسترونومر (والتي تزوجت هي الأخرى)، في حفل لكولدبلاي، ضمن جولة "موسيقى الكرات" العالمية، في فوكسبورو، ماساتشوستس.
لفت كريس مارتن، قائد الفرقة، انتباه الجمهور قائلاً: "انظروا إلى هذين الاثنين. أنتم بخير". وعندما ردّا بتركهما فجأةً يعانقان بعضهما البعض والاختباء من الكاميرا، علّق قائلاً: "أنتم بخير. أوه، ماذا؟ إما أنهما على علاقة غرامية أو أنهما خجولان للغاية."
لفت المقطع انتباهًا واسع النطاق على الإنترنت وفي وسائل الإعلام، مما دفع مجلس إدارة أسترونومر إلى وضع كل من بايرون وكابوت في إجازة إدارية ريثما ينتهي التحقيق الداخلي.
تولى بيت ديجوي، المؤسس المشارك للشركة ورئيس قسم المنتجات، منصب الرئيس التنفيذي المؤقت.
قدم بايرون استقالته في 19 يوليو 2025، والتي قبلها مجلس الإدارة.
وبالتالي بدأ المجلس البحث عن الرئيس التنفيذي القادم للشركة.